# 東京都港区の町名
東京都港区の町名（とうきょうとみなとくのちょうめい）では、東京都港区に存在する、または過去に存在した町名を一覧化するとともに、明治時代初期以来の区内の町名の変遷について説明する。

## 港区の前史と行政区画の移り変わり
東京都港区は、昭和22年（1947年）3月15日、当時の東京都芝区、麻布区、赤坂区が合併して成立した。以下、明治時代初期から港区成立までの行政区画の変遷について略述する。
江戸が「東京」と改称されたのは慶応4年（1868年）のことである。同年7月17日（1868年9月3日）、「江戸ヲ称シテ東京ト為スノ詔書」が発せられ、東京府が設置された（同年9月8日・1868年11月18日に明治と改元）。以後、明治22年（1889年）に東京市が発足するまでの過渡期には、東京府の行政区画はめまぐるしく変遷し、番組制、大区小区制、15区6郡制等と呼ばれる制度が相次いで実施された。
明治2年2月（1869年3月）、東京府では、町地と郷村部との境界線を定める朱引（しゅびき）が行われた。これは、皇居を中心とした市街地（江戸時代の町奉行所支配地に相当）を朱引内とし、その外側を郷村とするもので、朱引内を50の区画に分けて、50番組（50区）が設定された。これとともに、江戸時代から続いていた名主制度が廃止された。同年5月（1869年6月）、周囲の郷村部にも5つの組が設定され、これを地方5番組と称した。後に港区となる区域は、このうち朱引内の14番組から22番組、および地方1番組に属した。
明治4年6月（1871年7月）には朱引が見直されて、朱引内は44区、朱引外は25区（計69区）に区分された。明治4年7月（1871年8月）には廃藩置県が実施された。これにともない、同年11月（1872年1月）、従来の東京府、品川県、小菅県が廃止され、新たな東京府が設置された。同時に朱引が廃止されて、府内は6大区・97小区に分けられた（いわゆる大区小区制）。明治7年（1874年）3月、区割りは再度見直され、朱引が復活。朱引内外に11大区・103小区が設置された。後に港区となる区域は、このうち朱引内の第2大区2 - 12小区、第3大区7・8・11小区、朱引外の第7大区第1・2小区、第8大区第1小区に属した。当時の公式な住所は、たとえば、「東京府第二大区第二小区桜田備前町」のように表示された。
その後、郡区町村編制法の施行に伴い、大区小区制は廃止され、明治11年（1878年）11月2日、東京府下に15区6郡が置かれた。港区の前身にあたる芝区、麻布区、赤坂区はこの時設置された。明治22年（1889年）、市制・町村制が施行され、同年5月1日、東京市が成立。芝区、麻布区、赤坂区は東京市の区となった。昭和18年（1943年）7月1日、東京府と東京市が廃止されて、新たに東京都が置かれ、上記3区を含む35区は東京都直轄の区となった。昭和22年（1947年）3月15日、前述のとおり、これら3区が合併して港区となった。
港区では、1960年代から70年代にかけて、住居表示の実施に伴い、多くの町名が廃止された。これらの旧町名は、江戸時代以来の名称を引き継ぐものも多かったが、明治時代初期に新たに起立した町名も多かった。「○○屋敷」「○○町代地」「○○寺門前」といった、旧幕府時代の伝統を引き継ぐ小規模な町は、明治2年（1869年）前後に数か町が合併されて、新たな町名を付した例が多い。また、明治5年（1872年）には武家地、寺社地など、それまで町名のなかった土地に新たに町名を付した。こうした町名設置は、おもに戸籍整備上の必要性から実施されたものである。
以後、部分的な町名の変更、周辺の郡部との境界の変更などはあったものの、明治時代初期の町名が1960年代初頭まで残存していた。例外は旧芝区の新橋・浜松町地区で、ここでは関東大震災後の復興と区画整理のため、昭和7年（1932年）に大幅な町名変更が行われている。

## 旧芝区の町名

### 発足時の町名
明治11年（1878年）の芝区成立時の町丁数は135であった。翌明治12年（1879年）に芝森元町一〜三丁目が麻布区に編入、白金上三光町、白金下三光町、白金錦町が荏原郡白金村に編入され、町丁数は6つ減って129となった。明治22年（1889年）の市制町村制施行時には荏原郡白金村が芝区に編入。当該編入区域は2年後の明治24年（1891年）に白金今里町、白金三光町となった（町丁数は2つ増えて131）。下表には河岸地名4所（新堀河岸など）を含む135町丁を収録している。関東大震災後の区画整理に伴い、昭和時代初期に変更された町名については下表の「震災復興後町名」の欄に記載した。
「芝」の冠称について
明治11年（1878年）の芝区成立時には「芝」を冠称する町名（例:芝車町）と、冠称のない町名（例:琴平町）があった。明治44年（1911年）に東京市内の町名の簡素化が行われ、「芝」の冠称は除去された（例:芝区芝車町→芝区車町）。昭和22年（1947年）、芝区、麻布区、赤坂区が合併して港区が成立した際、旧芝区域の町名（除:芝公園地、本芝各町、芝浦、西芝浦）には「芝」を冠称した（例:芝区琴平町→港区芝琴平町）。
下表で備考欄に※印を付したものは昭和22年以降のみ「芝」を冠称した町名、※※印を付したものは明治44年〜昭和22年の間を除いて「芝」を冠称した町名である。
| 町名（1891年現在） | 成立年         | 廃止年                     | 震災復興後町名         | 現町名                           | 備考                                                                                                   |
| ------------------ | -------------- | -------------------------- | ---------------------- | -------------------------------- | --- |
| 芝口一丁目         | 江戸期         | 1932                       | 新橋1                  | 新橋1                            | |
| 芝口二丁目         | 江戸期         | 1932                       | 新橋2                  | 新橋2、東新橋1                   | |
| 芝口三丁目         | 江戸期         | 1932                       | 新橋3                  | 新橋2・3、東新橋1                | |
| 源助町             | 江戸期         | 1932                       | 新橋4                  | 新橋3・4、東新橋1・2             | |
| 露月町             | 江戸期         | 1932                       | 新橋5                  | 新橋4・5、東新橋2                | |
| 柴井町             | 江戸期         | 1932                       | 新橋6                  | 新橋5・6                         | |
| 汐留町一丁目       | 1872           | 1932                       | 汐留、新橋1            | 東新橋1・2                       | 「汐留」の地名は江戸期から存在                                                                         |
| 汐留町二丁目       | 1872           | 1932                       | 汐留                   | 東新橋1・2                       | 同上                                                                                                   |
| 今入町             | 1870           | 1949                       |                        | 虎ノ門1                          | ※ 1947より「芝」を冠称。1949芝今入町から芝虎ノ門に改称。1977住居表示実施により虎ノ門1となる。          |
| 琴平町             | 1872           | 1977                       |                        | 虎ノ門1                          | ※ |
| 南佐久間町一丁目   | 1872           | 1965                       |                        | 西新橋1                          | ※ |
| 南佐久間町二丁目   | 1872           | 1965                       | （一部）田村町3        | 西新橋2                          | ※ 1932、一部が田村町3となり、残余は1965西新橋1に編入                                                   |
| 新桜田町           | 1872           | 1957                       | （一部）田村町1        | 西新橋1                          | ※ 1932一部が田村町1（1947以降は芝田村町1）となり、1957残余が芝田村町1に編入                            |
| 桜田本郷町         | 1869           | 1932                       | 田村町1                | 西新橋1、新橋1                   | |
| 新幸町             | 1869           | 1932                       | 新橋1、田村町1         | 新橋1                            | |
| 二葉町             | 江戸期         | 1932                       | 新橋1                  | 新橋1                            | |
| 桜田太左衛門町     | 江戸期         | 1956                       | 田村町2                | 西新橋1                          | |
| 桜田久保町         | 江戸期         | 1932                       | 田村町2                | 西新橋1                          | |
| 桜田善右衛門町     | 江戸期         | 1932                       | 田村町2                | 西新橋1                          | |
| 桜田備前町         | 江戸期         | 1956                       | 田村町2                | 西新橋1                          | 1932一部が田村町2（1947以降は芝田村町2）となり、1956残余が芝田村町2に編入                              |
| 桜田伏見町         | 江戸期         | 1932                       | 田村町2                | 新橋2                            | |
| 桜田鍛冶町         | 江戸期         | 1932                       | 田村町2                | 西新橋1                          | |
| 桜田和泉町         | 江戸期         | 1932                       | 田村町2                | 新橋2、西新橋1                   | |
| 兼房町             | 江戸期         | 1932                       | 田村町2                | 新橋2                            | |
| 烏森町             | 1872           | 1932                       | 新橋2                  | 新橋2                            | |
| 日蔭町一丁目       | 1872           | 1932                       | 新橋2                  | 新橋2                            | |
| 日蔭町二丁目       | 1872           | 1932                       | 新橋3                  | 新橋3                            | |
| 西久保明船町       | 1869           | 1977                       |                        | 虎ノ門2                          | ※ |
| 西久保巴町         | 1869           | 1977                       |                        | 虎ノ門3                          | ※ |
| 西久保城山町       | 1872           | 1977                       |                        | 虎ノ門4                          | ※ |
| 西久保広町         | 1869           | 1978                       |                        | 虎ノ門3、愛宕2                   | ※ |
| 西久保八幡町       | 1869           | 1977                       |                        | 虎ノ門5、麻布台1                 | ※ |
| 西久保桜川町       | 1872           | 1977                       |                        | 虎ノ門1                          | ※ |
| 神谷町             | 江戸期         | 1977                       |                        | 虎ノ門5                          | ※ |
| 葺手町             | 江戸期         | 1977                       |                        | 虎ノ門4                          | ※ |
| 田村町             | 1872           | 1965                       | （一部）田村町4        | 西新橋2                          | ※ 1932、一部が田村町4となる。残余は1965西新橋2に編入。                                                 |
| 宇田川町           | 江戸期         | 1932                       | 新橋7、浜松町1         | 東新橋2、新橋6、浜松町1、芝大門1 | |
| 宇田川横町         | 江戸期         | 1972                       |                        | 芝大門1                          | ※ |
| 神明町             | 江戸期         | 1936                       | 浜松町1・2、海岸通1    | 浜松町1、海岸1                   | |
| 芝公園地           | 1873           | 1972                       |                        | 芝公園1 - 4、芝大門1、西新橋3    | |
| 芝愛宕町一丁目     | 1870           | 1978                       |                        | 愛宕1・2                         | ※※ |
| 芝愛宕町二丁目     | 1870           | 1965                       | 田村町5・6             | 西新橋3                          | ※※ 1932一部が田村町5・6となる                                                                          |
| 芝愛宕町三丁目     | 1870           | 1932                       | 田村町5・6             | 西新橋3                          | |
| 愛宕下町一丁目     | 1872           | 1932                       | 新橋3                  | 新橋3                            | |
| 愛宕下町二丁目     | 1872           | 1932                       | 新橋4                  | 新橋4                            | |
| 愛宕下町三丁目     | 1872           | 1932                       | 新橋5                  | 新橋5                            | |
| 愛宕下町四丁目     | 1872           | 1972                       | 新橋6・7               | 新橋6、芝大門1                   | ※ 1932、大部分が新橋6・7となる。ごく一部が愛宕下町四丁目として残るが1972芝大門1に編入。                |
| 芝浜松町一丁目     | 江戸期         | 1932再編、1972住居表示実施 | 浜松町2、海岸通1       | 浜松町1、芝大門1                 | ※※ |
| 芝浜松町二丁目     | 江戸期         | 1932再編、1972住居表示実施 | 浜松町3、海岸通1       | 浜松町1、芝大門1                 | ※※ |
| 芝浜松町三丁目     | 江戸期         | 1932再編、1972住居表示実施 | 浜松町3                | 浜松町2、芝大門2                 | ※※ |
| 芝浜松町四丁目     | 江戸期         | 1932再編、1972住居表示実施 | 浜松町4                | 浜松町2、芝大門2                 | ※※ |
| 芝新銭座町         | 江戸期         | 1936                       | 浜松町1、海岸通1、汐留 | 浜松町1、海岸1、東新橋2          | |
| 芝新網町           | 江戸期         | 1936                       | 浜松町3・4、海岸通1    | 浜松町2、海岸1                   | |
| 芝湊町             | 江戸期         | 1936                       | 浜松町4、海岸通1       | 浜松町2、海岸1                   | |
| 芝浜崎町           | 1872           | 1932                       | 海岸通1                | 海岸1                            | |
| 芝栄町             | 1869           | 1977                       |                        | 芝公園3                          | ※※ |
| 芝三島町           | 江戸期         | 1972                       |                        | 芝大門1                          | ※※ |
| 芝宮本町           | 1869           | 1972                       |                        | 芝大門1                          | ※※ |
| 芝七軒町           | 江戸期         | 1972                       |                        | 芝大門1                          | ※※ |
| 芝中門前町一丁目   | 江戸期         | 1972                       |                        | 芝大門2                          | ※※ |
| 芝中門前町二丁目   | 江戸期         | 1972                       |                        | 芝大門2                          | ※※ |
| 芝中門前町三丁目   | 江戸期         | 1972                       |                        | 芝大門2                          | ※※ |
| 芝片門前町一丁目   | 江戸期         | 1972                       |                        | 芝大門2、芝公園2                 | ※※ |
| 芝片門前町二丁目   | 江戸期         | 1972                       |                        | 芝大門2、芝公園2                 | ※※ |
| 芝土手跡町         | 江戸期         | 1972                       |                        | 芝大門2                          | ※※ |
| 芝金杉一丁目       | 1869           | 1964                       |                        | 芝1・2                           | ※※ |
| 芝金杉二丁目       | 1869           | 1964                       |                        | 芝1・2                           | ※※ |
| 芝金杉三丁目       | 1869           | 1964                       |                        | 芝1・2                           | ※※ |
| 芝金杉四丁目       | 1869           | 1964                       |                        | 芝1・2                           | ※※ |
| 芝金杉川口町       | 1869           | 1964                       | （一部）芝浦1          | 芝1・2                           | ※※ |
| 芝金杉浜町         | 江戸期         | 1964                       | （一部）芝浦1          | 芝1、芝浦1                       | ※※ |
| 芝金杉新浜町       | 1872           | 1936                       | 芝浦1                  | 芝浦1                            | |
| 芝新堀町           | 1872           | 1964                       |                        | 芝2・3                           | ※※ |
| 芝新堀河岸         | 未詳（明治期） | 1964                       |                        | 芝2・3                           | ※※ |
| 金杉河岸           | 未詳（明治期） | 1964                       |                        | 芝2                              | ※ |
| 芝西応寺町         | 江戸期         | 1964                       |                        | 芝2                              | ※※ |
| 芝新門前町         | 1869           | 1967                       |                        | 三田1                            | ※※ |
| 新門前河岸         | 1878?          | 1967                       |                        | 三田1                            | ※ |
| 芝田町一丁目       | 江戸期         | 1972                       | （一部）西芝浦1        | 芝5、芝浦3                       | ※※ |
| 芝田町二丁目       | 江戸期         | 1972                       | （一部）西芝浦1        | 芝5、芝浦3                       | ※※ |
| 芝田町三丁目       | 江戸期         | 1972                       | （一部）西芝浦1        | 芝5、芝浦3                       | ※※ |
| 芝田町四丁目       | 江戸期         | 1972                       | （一部）西芝浦1        | 芝5、三田3、芝浦3                | ※※ |
| 芝田町五丁目       | 江戸期         | 1972                       | （一部）西芝浦1・2     | 芝5、三田3、芝浦3・4             | ※※ |
| 芝田町六丁目       | 江戸期         | 1972                       | （一部）西芝浦2        | 三田3、芝浦4                     | ※※ |
| 芝田町七丁目       | 江戸期         | 1972                       | （一部）西芝浦2        | 三田3、芝浦4                     | ※※ |
| 芝田町八丁目       | 江戸期         | 1972                       | （一部）西芝浦2        | 三田3、芝浦4                     | ※※ |
| 芝田町九丁目       | 江戸期         | 1972                       | （一部）西芝浦2        | 三田3、芝浦4                     | ※※ |
| 芝車町             | 江戸期         | 1972                       | （一部）西芝浦2        | 高輪2、芝浦4                     | ※※ |
| 芝車町河岸         | 1880？         | 1972                       |                        | 高輪2                            | ※※ |
| 芝横新町           | 江戸期         | 1964                       |                        | 芝5                              | ※※ |
| 芝松本町           | 江戸期         | 1964                       |                        | 芝3                              | ※※ |
| 芝赤羽町           | 1872           | 1972                       |                        | 三田1                            | ※※ |
| 芝伊皿子町         | 江戸期         | 1967                       |                        | 三田4、高輪1・2                  | ※※ |
| 芝二本榎一丁目     | 1867           | 1967                       |                        | 高輪1・2                         | ※※ |
| 芝二本榎二丁目     | 1867           | 1967                       |                        | 高輪2・3                         | ※※ |
| 芝二本榎本町       | 1874           | 1969                       |                        | 高輪1                            | ※※ |
| 芝二本榎西町       | 1872           | 1969                       |                        | 高輪3、白金台2                   | ※※ |
| 芝通新町           | 江戸期         | 1967                       |                        | 芝5                              | ※※ |
| 本芝一丁目         | 江戸期         | 1964                       | （一部）芝浦1          | 芝4、芝浦1                       | |
| 本芝二丁目         | 江戸期         | 1964                       | （一部）芝浦1          | 芝4、芝浦1                       | |
| 本芝三丁目         | 江戸期         | 1964                       |                        | 芝4                              | |
| 本芝四丁目         | 江戸期         | 1964                       | （一部）芝浦1          | 芝4・5、芝浦1                    | |
| 本芝材木町         | 江戸期         | 1964                       |                        | 芝4                              | |
| 本芝下町           | 江戸期         | 1964                       |                        | 芝4                              | |
| 本芝入横町         | 江戸期         | 1964                       |                        | 芝4                              | |
| 下高輪町           | 江戸期         | 1967                       |                        | 高輪3                            | ※ |
| 高輪南町           | 江戸期         | 1967                       |                        | 高輪3・4、港南2                  | ※ |
| 高輪北町           | 江戸期         | 1967                       |                        | 高輪2・3                         | ※ |
| 高輪台町           | 江戸期         | 1967                       |                        | 高輪2                            | ※ |
| 高輪西台町         | 1872           | 1967                       |                        | 高輪1                            | ※ |
| 三田一丁目         | 江戸期         | 1967                       |                        | 三田2                            | ※ |
| 三田二丁目         | 江戸期         | 1967                       |                        | 三田2・3                         | ※ |
| 三田三丁目         | 江戸期         | 1967                       |                        | 三田3・4                         | ※ |
| 三田四丁目         | 江戸期         | 1967                       |                        | 三田2・3・4                      | ※ |
| 三田四国町         | 1872           | 1964                       |                        | 芝2・3・4・5                     | ※ |
| 三田同朋町         | 江戸期         | 1964                       |                        | 芝5                              | ※ |
| 三田功運町         | 1869           | 1967                       |                        | 三田3・4                         | ※ |
| 三田台町一丁目     | 江戸期         | 1967                       |                        | 三田3・4                         | ※ |
| 三田台町二丁目     | 江戸期         | 1967                       |                        | 三田4                            | ※ |
| 三田台裏町         | 江戸期         | 1952                       |                        | 三田4、高輪1                     | ※ 1952、三田台町三丁目に改称。三田台町三丁目は1967住居表示実施に伴い廃止。                             |
| 三田小山町         | 1869           | 1967                       |                        | 三田1                            | ※ |
| 三田綱町           | 1872           | 1967                       |                        | 三田2                            | ※ |
| 三田豊岡町         | 江戸期         | 1967                       |                        | 三田4・5                         | ※ |
| 三田松坂町         | 1869           | 1967                       |                        | 三田4・5、高輪1                  | ※ |
| 三田南寺町         | 1872           | 1967                       |                        | 三田4                            | ※ |
| 三田北寺町         | 1872           | 1967                       |                        | 三田2・4                         | ※ |
| 三田老増町         | 江戸期         | 1969                       |                        | 白金1・2                         | ※ |
| 三田君塚町         | 1869           | 1967                       |                        | 高輪1                            | ※ 1911「三田」の冠称取る                                                                               |
| 白金志田町         | 1872           | 1969                       |                        | 高輪1、白金1                     | ※ |
| 白金台町一丁目     | 江戸期         | 1969                       |                        | 高輪1、白金2、白金台1・3・4      | ※ |
| 白金台町二丁目     | 江戸期         | 1969                       |                        | 白金台3・4・5                    | ※ |
| 白金猿町           | 江戸期         | 1969                       |                        | 高輪3、白金台2                   | ※ 1879荏原郡品川台町を編入。当該編入部分は1889荏原郡大崎村（後の品川区のうち）に編入。                 |
| 白金丹波町         | 1872           | 1967                       |                        | 高輪1                            | ※ |
| 白金今里町         | 1891           | 1969                       |                        | 白金台1・2・3                    | ※ 1891までは白金村。同村は1879、芝区白金上三光町・白金下三光町・白金錦町、荏原郡今里村が合併して成立。 |
| 白金三光町         | 1891           | 1969                       |                        | 高輪1、白金1 - 6、白金台4・5     | ※ 同上                                                                                                 |

### 昭和戦前期成立の町名

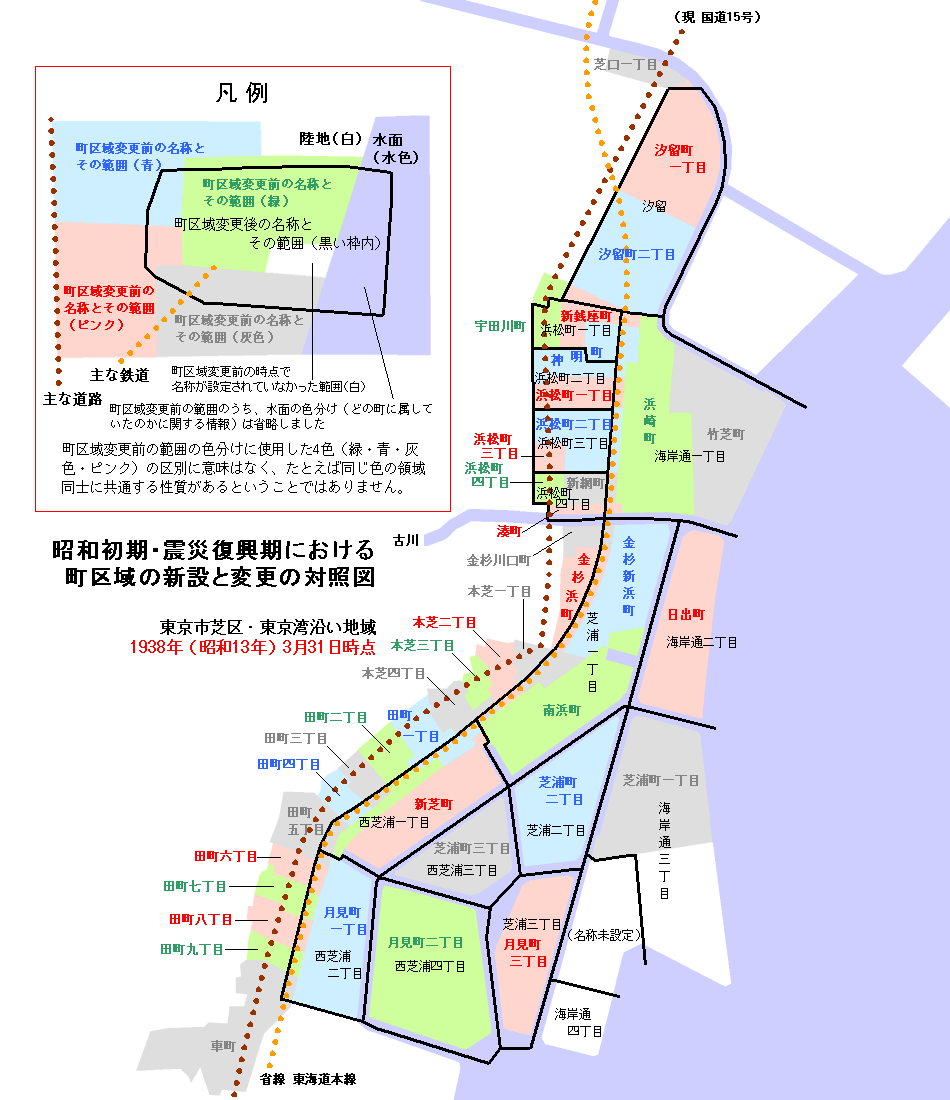
芝浦地区の新旧町名対照図

新橋、浜松町地区では、関東大震災復興後の区画整理に伴い、昭和7年（1932年）に大幅な町名改正が実施された。これにより、明治期に存在した町名の多くが消滅し、新橋一〜七丁目等に変更された。また、芝浦地区では昭和11年（1936年）以降、海岸沿いの地区と埋立地の町名が再編された。下表はこれら昭和戦前期成立の町名の一覧である。品海砲台（御台場地区の町名）は成立時期未詳であるが、便宜上、下表に含めた。これらの町名町域はいずれも昭和39年（1964年）以降の住居表示実施により再度変更されており、田村町、汐留などの地名は公称町名としては廃止された。
下表の町名（除:芝浦、西芝浦）は、昭和22年（1947年）の港区成立以降は「芝」を冠称した。
| 町名（1943年現在） | 直前町名                                                                                           | 成立年         | 廃止年 | 現町名               | 備考                                                                                           |
| ------------------ | -------------------------------------------------------------------------------------------------- | -------------- | ------ | -------------------- | ---------------------------------------------------------------------------------------------- |
| 新橋一丁目         | 芝口1、新幸町、二葉町、汐留町1                                                                     | 1932           | 1965   | 新橋1                |                                                                                                |
| 新橋二丁目         | 芝口2、烏森町、日蔭町1、                                                                           | 1932           | 1965   | 新橋2、東新橋1       |                                                                                                |
| 新橋三丁目         | 芝口3、日蔭町2、愛宕下町1                                                                          | 1932           | 1965   | 新橋1・2、東新橋1    |                                                                                                |
| 新橋四丁目         | 源助町、愛宕下町2                                                                                  | 1932           | 1965   | 新橋3・4、東新橋1・2 |                                                                                                |
| 新橋五丁目         | 露月町、愛宕下町3                                                                                  | 1932           | 1965   | 新橋4・5、東新橋2    |                                                                                                |
| 新橋六丁目         | 柴井町、愛宕下町4                                                                                  | 1932           | 1965   | 新橋5・6、東新橋2    |                                                                                                |
| 新橋七丁目         | 宇田川町、愛宕下町4                                                                                | 1932           | 1965   | 新橋6、東新橋2       |                                                                                                |
| 田村町一丁目       | 新桜田町、桜田本郷町、新幸町                                                                       | 1932           | 1965   | 新橋1、西新橋1       |                                                                                                |
| 田村町二丁目       | 桜田太左衛門町、桜田久保町、桜田善右衛門町、桜田備前町、桜田伏見町、桜田鍛冶町、桜田和泉町、兼房町 | 1932           | 1965   | 新橋2、西新橋1       |                                                                                                |
| 田村町三丁目       | 南佐久間町2                                                                                        | 1932           | 1965   | 新橋3、西新橋2       |                                                                                                |
| 田村町四丁目       | 田村町                                                                                             | 1932           | 1965   | 新橋4、西新橋2       |                                                                                                |
| 田村町五丁目       | 愛宕町2・3                                                                                         | 1932           | 1965   | 新橋5、西新橋3       |                                                                                                |
| 田村町六丁目       | 愛宕町2・3                                                                                         | 1932           | 1965   | 新橋6、西新橋3       |                                                                                                |
| 汐留               | 汐留町1・2、新銭座町                                                                               | 1932           | 1965   | 東新橋1・2           |                                                                                                |
| 浜松町一丁目       | 宇田川町、神明町、新銭座町                                                                         | 1932           | 1965   | 浜松町1、芝大門1     |                                                                                                |
| 浜松町二丁目       | 神明町、浜松町1                                                                                    | 1932           | 1965   | 浜松町1、芝大門1     |                                                                                                |
| 浜松町三丁目       | 浜松町2・3、新網町                                                                                 | 1932           | 1965   | 浜松町2、芝大門2     |                                                                                                |
| 浜松町四丁目       | 浜松町4、新網町、湊町                                                                              | 1932           | 1965   | 浜松町2、芝大門2     |                                                                                                |
| 芝浦一丁目         | 金杉新浜町、南浜町、金杉川口町、金杉浜町、本芝1・2・4                                              | 1936           | 1964   | 芝浦1                |                                                                                                |
| 芝浦二丁目         | 芝浦町2                                                                                            | 1936           | 1964   | 芝浦2                |                                                                                                |
| 芝浦三丁目         | 月見町3                                                                                            | 1936           | 1964   | 芝浦4                |                                                                                                |
| 西芝浦一丁目       | 新芝町、本芝4、田町1〜5                                                                            | 1936           | 1964   | 芝浦3                |                                                                                                |
| 西芝浦二丁目       | 月見町1、田町5〜9、芝車町                                                                          | 1936           | 1964   | 芝浦4                |                                                                                                |
| 西芝浦三丁目       | 芝浦町3                                                                                            | 1936           | 1964   | 芝浦3                |                                                                                                |
| 西芝浦四丁目       | 月見町2                                                                                            | 1936           | 1964   | 芝浦4                |                                                                                                |
| 海岸通一丁目       | 浜崎町、竹芝町、新銭座町、神明町、浜松町1・2、新網町、湊町                                         | 1936           | 1965   | 海岸1                |                                                                                                |
| 海岸通二丁目       | 日出町                                                                                             | 1936           | 1965   | 海岸2                |                                                                                                |
| 海岸通三丁目       | 芝浦町1                                                                                            | 1936           | 1965   | 海岸3                |                                                                                                |
| 海岸通四丁目       | （埋立地）                                                                                         | 1938           | 1965   | 海岸3                |                                                                                                |
| 海岸通五丁目       | （埋立地）                                                                                         | 1943           | 1965   | 港南3                |                                                                                                |
| 海岸通六丁目       | （埋立地）                                                                                         | 1943           | 1965   | 港南4                |                                                                                                |
| 高浜町             | （埋立地）                                                                                         | 1933           | 1965   | 港南1・2             |                                                                                                |
| 品海砲台           | 芝区大字品川沖                                                                                     | 未詳（大正期） | 1967   | 港南5→台場1          | 江戸幕府が品川沖に築造した「御台場」。明治期には芝区大字品川沖と称された。1947以降「芝」を冠称 |

### 埋立地の旧町名
下表に収録した町名は、埋立地に新たに起立された町名のうち、昭和11年（1936年）の町名改正で廃止されたものである。これらの地区の町名は、1960年代の住居表示実施により再度変更されている。月見町、竹芝町、日出町などの町名は短期間で廃止された。
これら埋立地では当初の町名成立時、昭和11年の町名改正後、住居表示実施後と、それぞれの時期で異なった町名が付されていた。一例として、大正8年（1919年）成立の芝浦町一〜三丁目、昭和11年（1936年）成立の芝浦一〜三丁目、昭和39年（1964年）の住居表示実施により成立した芝浦一〜四丁目はそれぞれ異なる区域を指す町名である。1919年成立の芝浦町二丁目と1936年成立の芝浦二丁目は同じ区域を指すが、旧芝浦町一丁目は海岸通三丁目に、旧芝浦町三丁目は西芝浦三丁目にそれぞれ変更されている。
| 町名（成立当初） | 成立年 | 廃止年 | 1936年の変更後の町名 | 現町名 |
| ---------------- | ------ | ------ | -------------------- | ------ |
| 南浜町           | 1911   | 1936   | 芝浦1                | 芝浦1  |
| 新芝町           | 1914   | 1936   | 西芝浦1              | 芝浦3  |
| 月見町一丁目     | 1920   | 1936   | 西芝浦2              | 芝浦4  |
| 月見町二丁目     | 1920   | 1936   | 西芝浦4              | 芝浦4  |
| 月見町三丁目     | 1921   | 1936   | 芝浦3                | 芝浦4  |
| 芝浦町一丁目     | 1919   | 1936   | 海岸通3              | 海岸3  |
| 芝浦町二丁目     | 1919   | 1936   | 芝浦2                | 芝浦2  |
| 芝浦町三丁目     | 1919   | 1936   | 西芝浦3              | 芝浦3  |
| 竹芝町           | 1927   | 1936   | 海岸通1              | 海岸1  |
| 日出町           | 1913   | 1936   | 海岸通2              | 海岸2  |

## 旧麻布区の町名

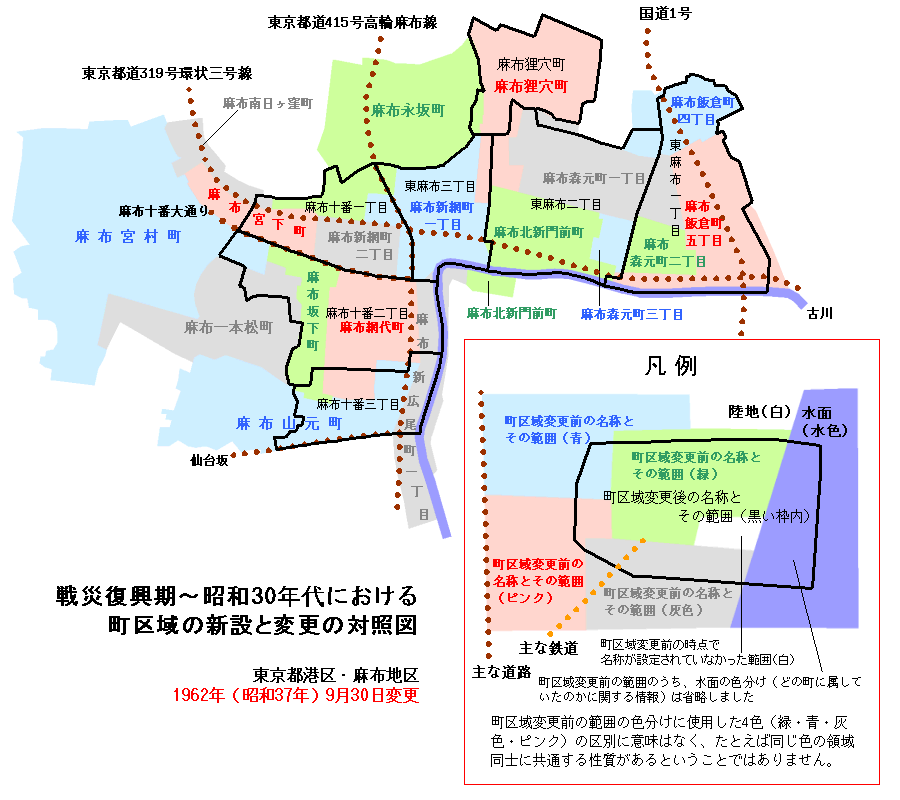
麻布十番・東麻布地区の町名（1962年の区画整理実施前後の対照表）

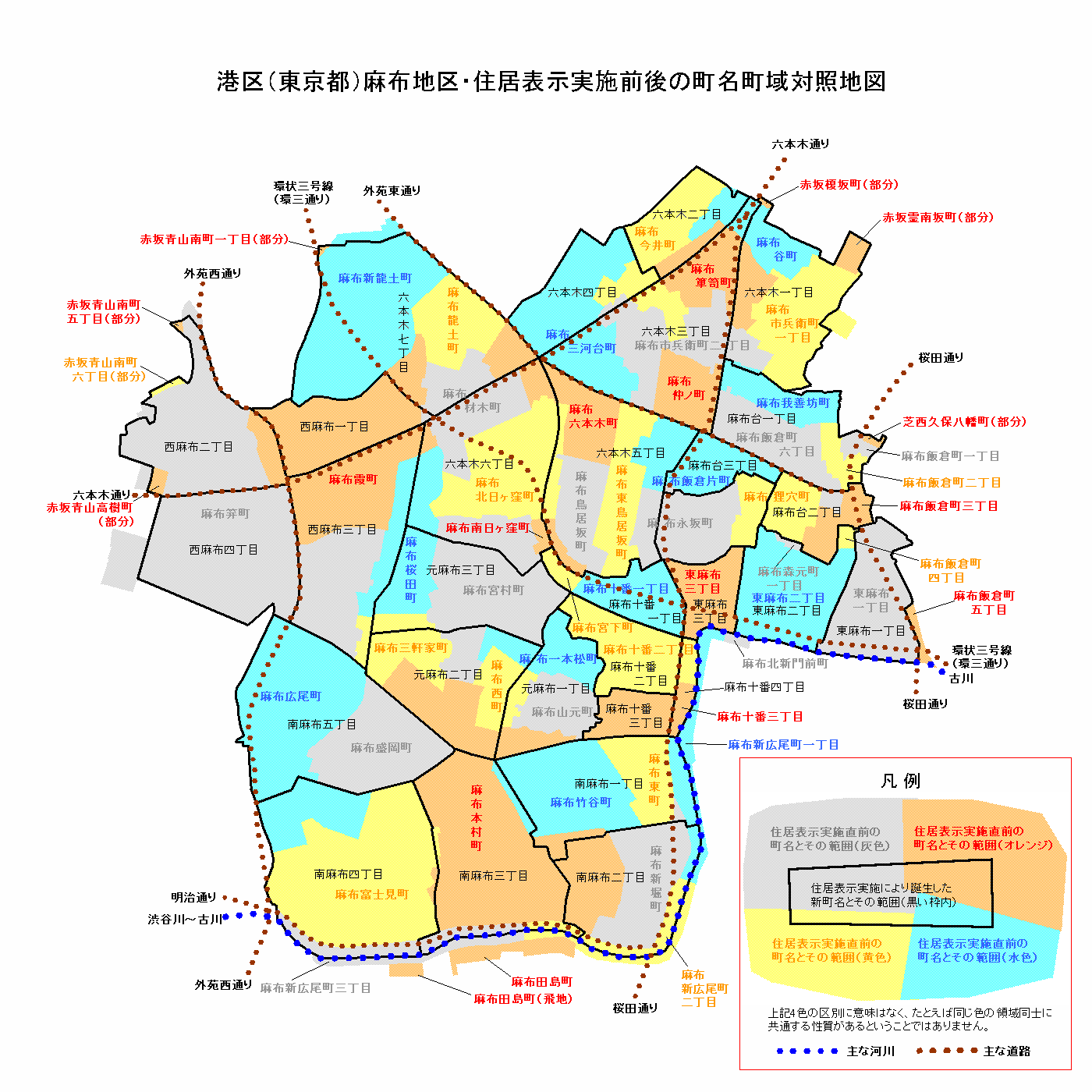
麻布地区の町名（住居表示実施前後の対照表）

### 発足時の町名
明治11年（1878年）の麻布区成立時の町丁数は約50であった。以後、明治22年（1889年）の東京市制施行までの間には以下の変更があった。
- 麻布新笄町 - 明治5年（1872年）成立、明治12年（1879年）麻布広尾町に編入。
- 芝森元町一〜三丁目 - 明治13年（1880年）、芝区より麻布区に編入。
- 芝北新門前町 - 明治14年（1881年）芝区の同名の町の一部を編入。
- 渋谷広尾町、渋谷上広尾町、渋谷下広尾町 - 渋谷広尾町は江戸期成立、他2町は明治3年（1870年）渋谷広尾町から分離して成立。これら3町は明治22年（1889年）の東京市制施行時に麻布区から渋谷村に編入。
- 渋谷神原町 - 明治19年（1886年）赤坂区から麻布区に編入。明治22年（1889年）の東京市制施行時に麻布区から渋谷村に編入。

以上の変更により、町丁数は差引50となった。下表には河岸地名3所を含む53町丁を収録している。
麻布の冠称について
「麻布」を冠称する町名については、明治44年（1911年）に冠称を廃止している（例:麻布区麻布今井町→ 麻布区今井町）。飯倉狸穴町、芝森元町、芝北新門前町についても同年に「飯倉」「芝」の冠称を廃止。昭和22年（1947年）の港区成立時には、旧麻布区の町名には再び「麻布」を冠称した。港区成立時には上述の狸穴町、森元町、北新門前町と、冠称のなかった飯倉町、飯倉片町にも「麻布」を冠称した。
| 町名（1891年現在） | 成立年             | 廃止年                       | 現町名                                  | 備考 |
| ------------------ | ------------------ | ---------------------------- | --------------------------------------- | --- |
| 飯倉町一丁目       | 江戸期             | 1974年（昭和49年）           | 麻布台1                                 | 1947年（昭和22年）以降「麻布」を冠称（二〜六丁目も同じ） |
| 飯倉町二丁目       | 江戸期             | 1974年（昭和49年）           | 麻布台1                                 | |
| 飯倉町三丁目       | 江戸期             | 1974年（昭和49年）           | 麻布台2                                 | |
| 飯倉町四丁目       | 江戸期             | 1981年（昭和56年）           | 東麻布1・2                              | 四丁目は1962年（昭和37年）大部分が東麻布のうちとなり、ごく一部が1981年（昭和56年）まで存続（現・東麻布二丁目1番）。 |
| 飯倉町五丁目       | 江戸期             | 1972年（昭和47年）           | 東麻布1、芝公園4                        | |
| 飯倉町六丁目       | 江戸期             | 1974年（昭和49年）           | 麻布台1・2                              | |
| 飯倉狸穴町         | 江戸期             | （「麻布狸穴町」として存続） | 麻布狸穴町、東麻布2、麻布台2            | 1911年（明治44年）狸穴町に改称、1947年（昭和22年）麻布狸穴町に改称 |
| 麻布飯倉片町       | 江戸期             | 1976年（昭和51年）           | 六本木5、麻布台3                        | |
| 麻布仲ノ町         | 1872年（明治5年）  | 1967年（昭和42年）           | 六本木3                                 | |
| 麻布市兵衛町一丁目 | 江戸期             | 1977年（昭和52年）           | 六本木1、虎ノ門4                        | 1967年（昭和42年）大部分が六本木のうちとなり、ごく一部が1977年（昭和52年）まで存続（現・虎ノ門四丁目3番の一部）。 |
| 麻布市兵衛町二丁目 | 江戸期             | 1967年（昭和42年）           | 六本木1・3・4                           | |
| 麻布谷町           | 江戸期             | 1967年（昭和42年）           | 赤坂2、六本木1・2                       | |
| 麻布我善房町       | 1872年（明治5年）  | 1974年（昭和49年）           | 麻布台1                                 | |
| 麻布箪笥町         | 1869年（明治2年）  | 1967年（昭和42年）           | 六本木1・3                              | |
| 麻布今井町         | 1872年（明治5年）  | 1967年（昭和42年）           | 六本木2・3・4                           | |
| 麻布三河台町       | 1872年（明治5年）  | 1967年（昭和42年）           | 六本木2・3・4                           | |
| 麻布永坂町         | 江戸期             | （存続）                     | 麻布永坂町、麻布十番1、東麻布3、六本木5 | |
| 麻布新網町一丁目   | 江戸期             | 1962年（昭和37年）           | 東麻布3、麻布十番1                      | |
| 麻布新網町二丁目   | 江戸期             | 1962年（昭和37年）           | 麻布十番1                               | |
| 麻布鳥居坂町       | 1872年（明治5年）  | 1967年（昭和42年）           | 六本木5                                 | |
| 麻布東鳥居坂町     | 1872年（明治5年）  | 1967年（昭和42年）           | 六本木5                                 | |
| 麻布六本木町       | 1869年（明治2年）  | 1967年（昭和42年）           | 六本木5・6・7                           | |
| 麻布宮下町         | 江戸期             | 1978年（昭和53年）           | 麻布十番1                               | 1962年（昭和37年）大部分が麻布十番のうちとなり、ごく一部が1981年（昭和56年）まで存続（現・麻布十番一丁目5番）。 |
| 麻布南日ヶ窪町     | 江戸期             | 1978年（昭和53年）           | 麻布十番1、六本木5・6                   | 1962年（昭和37年）・1967年（昭和42年）大部分が麻布十番と六本木のうちとなり、ごく一部が1981年まで存続（現・六本木六丁目17番）。 |
| 麻布北日ヶ窪町     | 江戸期             | 1967年（昭和42年）           | 六本木5・6                              | |
| 麻布材木町         | 江戸期             | 1967年（昭和42年）           | 西麻布1、六本木6・7                     | |
| 麻布龍土町         | 江戸期             | 1967年（昭和42年）           | 六本木7                                 | |
| 麻布新龍土町       | 1873年（明治6年）  | 1967年（昭和42年）           | 南青山1、六本木7                        | もとは麻布龍土町の一部。1891年（明治24年）原宿村飛地を編入。 |
| 麻布網代町         | 江戸期             | 1962年（昭和37年）           | 麻布十番2・3                            | |
| 麻布坂下町         | 江戸期             | 1962年（昭和37年）           | 麻布十番2・3                            | |
| 麻布一本松町       | 江戸期             | 1966年（昭和41年）           | 麻布十番2、元麻布1・2                   | |
| 麻布宮村町         | 江戸期             | 1966年（昭和41年）           | 麻布十番2、六本木6、元麻布2・3          | |
| 麻布桜田町         | 江戸期             | 1967年（昭和42年）           | 西麻布3、六本木6                        | |
| 麻布三軒屋町       | 江戸期             | 1967年（昭和42年）           | 元麻布2・3、西麻布3                     | |
| 麻布笄町           | 1869年（明治2年）  | 1967年（昭和42年）           | 南青山6・7、西麻布2・3・4               | 1891年（明治24年）原宿村飛地を編入 |
| 麻布霞町           | 1872年（明治5年）  | 1967年（昭和42年）           | 西麻布1・2・3、六本木6・7               | 1891年（明治24年）原宿村飛地を編入 |
| 麻布山元町         | 1869年（明治2年）  | 1966年（昭和41年）           | 麻布十番2・3、元麻布1                   | |
| 麻布本村町         | 江戸期             | 1966年（昭和41年）           | 南麻布1 - 4、元麻布1・2                 | |
| 麻布富士見町       | 1872年（明治5年）  | 1966年（昭和41年）           | 南麻布4・5                              | 1879年（明治12年）麻布本村を編入 |
| 麻布盛岡町         | 1872年（明治5年）  | 1966年（昭和41年）           | 南麻布5                                 | |
| 麻布東町           | 1869年（明治2年）  | 1966年（昭和41年）           | 南麻布1                                 | |
| 麻布西町           | 1869年（明治2年）  | 1966年（昭和41年）           | 元麻布1・2                              | |
| 麻布竹谷町         | 1872年（明治5年）  | 1966年（昭和41年）           | 南麻布1・3                              | |
| 麻布新堀町         | 1872年（明治5年）  | 1966年（昭和41年）           | 南麻布2                                 | |
| 麻布田島町         | 江戸期             | 1969年（昭和44年）           | 白金1・3・5                             | |
| 麻布広尾町         | 江戸期             | 1966年（昭和41年）           | 南麻布4・5                              | 1879年（明治12年）麻布新笄町を編入。1889年（明治22年）当町の一部を渋谷村に編入（同村大字麻布広尾町となる）。1891年渋谷村大字渋谷上広尾町の一部と大字下渋谷字笄開谷（こうがいだに）の一部を編入。                                                                  |
| 芝森元町一丁目     | 江戸期             | 1981年（昭和56年）           | 東麻布1・2                              | 1880年（明治13年）、芝区から麻布区に編入、1911年（明治44年）「芝」の冠称廃止、1947年（昭和22年）から「麻布」を冠称（以上は二・三丁目も同様）。一丁目は1962年（昭和37年）大部分が東麻布のうちとなり、ごく一部が1981年（昭和56年）まで存続（現・東麻布二丁目7番）。 |
| 芝森元町二丁目     | 江戸期             | 1962年（昭和37年）           | 東麻布1                                 | |
| 芝森元町三丁目     | 江戸期             | 1962年（昭和37年）           | 東麻布2                                 | |
| 麻布北新門前町     | 1881年（明治14年） | 1967年（昭和42年）           | 東麻布2、三田2                          | 1881年（明治14年）、芝区から麻布区に編入、もと芝区芝新門前町の一部、1911年（明治44年）「芝」の冠称を取る |
| 麻布北赤羽河岸     | 未詳               | 1962年（昭和37年）           | 東麻布1                                 | |
| 麻布北新門前河岸   | 未詳               | 1962年（昭和37年）           | 東麻布2                                 | |
| 麻布薪河岸         | 未詳               | 1962年（昭和37年）           | 東麻布3                                 | |

東京市制施行以後、港区成立までに新設された町は以下の1町名3町。
| 町名           | 成立年             | 廃止年             | 直前町名       | 現町名                   | 備考 |
| -------------- | ------------------ | ------------------ | -------------- | ------------------------ | ---- |
| 新広尾町一丁目 | 1911年（明治44年） | 1966年（昭和41年） | 麻布広尾町飛地 | 麻布十番4、南麻布1･2     |      |
| 新広尾町二丁目 | 1911年（明治44年） | 1969年（昭和44年） | 麻布広尾町飛地 | 南麻布2・3、三田5、白金1 |      |
| 新広尾町三丁目 | 1911年（明治44年） | 1969年（昭和44年） | 麻布広尾町飛地 | 南麻布3・4、白金3・5     |      |

### 1962年の町名整理
港区における住居表示実施は1964年（昭和39年）から開始されているが、それ以前の1962年（昭和37年）9月、区画整理によって東麻布一 - 三丁目、麻布十番一 - 三丁目が成立している。関係する旧町名は以下のとおり。
- 東麻布一 - 三丁目 ： 麻布森元町一丁目の大部分、麻布森元町二・三丁目の全域、麻布飯倉町四・五丁目、麻布北新門前町、麻布狸穴町、麻布永坂町、麻布新網町一丁目の各一部（他に古川沿いの河岸地名である麻布北赤羽河岸、麻布北新門前河岸、麻布薪河岸の区域を含む）
- 麻布十番一 - 三丁目 ： 麻布新網町一丁目の一部、麻布新網町二丁目の全域、麻布網代町、麻布坂下町の各全域、麻布永坂町、麻布一本松町、麻布宮下町、麻布宮村町、麻布山元町、麻布新広尾町一丁目の各一部

東麻布一 - 三丁目は1981年（昭和56年）にあらためて住居表示を実施。この際、麻布飯倉町四丁目の残余と麻布森元町一丁目の残余を編入。前者は東麻布二丁目1番、後者は東麻布二丁目7番となった。
麻布十番一 - 三丁目は1978年（昭和53年）にあらためて住居表示を実施。この際、麻布宮下町の残余は麻布十番一丁目5番となり、麻布南日ヶ窪町の残余は六本木六丁目17番に編入された。

## 旧赤坂区の町名
1878年（明治11年）の赤坂区成立時には区内に52町が存在した。1889年（明治22年）の市制町村制施行時までには以下の変化があり、区内の町丁数は49となった。
- 赤坂溜池町 - 1888年（明治21年）成立
- 渋谷宮益町 - 1889年（明治22年）南豊島郡渋谷村に編入
- 渋谷神原町 - 1886年（明治19年）麻布区に編入。1889年、南豊島郡渋谷村に編入。
- 青山北町七丁目 - 1889年、南豊島郡渋谷村に編入
- 青山南町七丁目 - 1889年、南豊島郡渋谷村に編入

当区では、関東大震災復興後の町名改正は実施されず、1960年代の住居表示実施まで、従来の町名がおおむね継承されていた。
「赤坂」の冠称について
町名に「赤坂」を冠称するか否かは、時期によって異なる。1878年（明治11年）の赤坂区成立時には、区内の大部分の町名に「赤坂」を冠称していた（例外は「溜池」「青山」を冠称する各町と元赤坂町）。1911年（明治44年）、東京市内の町名の簡素化が行われ、区名と同じ「赤坂」「溜池」を冠称する町名については、冠称を廃止した（例:赤坂区赤坂丹後町→赤坂区丹後町）。その後、1947年（昭和22年）に芝・麻布・赤坂の3区が合併して港区が成立した際に冠称が復活。旧赤坂区の町名（元赤坂町を除く）には全て「赤坂」を冠称した。従来「青山」を冠称していた町名は「赤坂青山○○町」となった（例:赤坂区青山高樹町→港区赤坂青山高樹町）。
| 町名（1963年現在） | 成立年 | 廃止年             | 現町名              | 備考 |
| ------------------ | ------ | ------------------ | ------------------- | --- |
| 元赤坂町           | 1872   | 1966               | 元赤坂2             | 1911赤坂表3・4、赤坂裏3、四谷区四谷仲町1〜3の各一部を編入                                                                |
| 赤坂田町一丁目     | 江戸期 | 1966               | 赤坂3               | |
| 赤坂田町二丁目     | 江戸期 | 1966               | 赤坂3               | |
| 赤坂田町三丁目     | 江戸期 | 1966               | 赤坂3               | |
| 赤坂田町四丁目     | 江戸期 | 1966               | 赤坂3               | |
| 赤坂田町五丁目     | 江戸期 | 1966               | 赤坂2               | |
| 赤坂田町六丁目     | 江戸期 | 1966               | 赤坂2               | |
| 赤坂田町七丁目     | 江戸期 | 1966               | 赤坂1・2            | |
| 赤坂溜池町         | 1888   | 1966               | 赤坂2               | もと赤坂田町5〜7の一部                                                                                                   |
| 赤坂表一丁目       | 1872   | 1911改称、1966廃止 | 元赤坂1             | 1872までは赤坂表伝馬町一丁目。1872赤坂表一丁目に改称。1911表町一丁目に改称。表町一丁目は1966住居表示実施に伴い廃止。     |
| 赤坂表二丁目       | 1872   | 1911改称、1966廃止 | 元赤坂1、赤坂4      | 1872までは赤坂表伝馬町二丁目。1872赤坂表二一丁目に改称。1911表町二丁目に改称。表町二丁目は1966住居表示実施に伴い廃止。   |
| 赤坂表三丁目       | 1872   | 1911改称、1966廃止 | 赤坂4・7            | 1911表町三丁目に改称。表町三丁目は1966住居表示実施に伴い廃止。                                                           |
| 赤坂表四丁目       | 1872   | 1911改称、1966廃止 | 赤坂8               | 1911表町四丁目に改称。表町四丁目は1966住居表示実施に伴い廃止。                                                           |
| 赤坂裏一丁目       | 1872   | 1911               | 元赤坂1             | 1872までは赤坂裏伝馬町一丁目。1872赤坂裏一丁目に改称。1911伝馬町一丁目に改称。伝馬町一丁目は1966住居表示実施に伴い廃止。 |
| 赤坂裏二丁目       | 1872   | 1911               | 元赤坂1             | 1872までは赤坂裏伝馬町二丁目。1872赤坂裏二丁目に改称。1911伝馬町二丁目に改称。伝馬町二丁目は1966住居表示実施に伴い廃止。 |
| 赤坂裏三丁目       | 1872   | 1911               | 元赤坂1             | 1872までは赤坂裏伝馬町三丁目。1872赤坂裏三丁目に改称。1911伝馬町三丁目に改称。伝馬町三丁目は1966住居表示実施に伴い廃止。 |
| 赤坂新町一丁目     | 江戸期 | 1966               | 赤坂3               | |
| 赤坂新町二丁目     | 江戸期 | 1966               | 赤坂3               | |
| 赤坂新町三丁目     | 江戸期 | 1966               | 赤坂2・3・5         | |
| 赤坂新町四丁目     | 江戸期 | 1966               | 赤坂5               | |
| 赤坂新町五丁目     | 江戸期 | 1966               | 赤坂6・7            | |
| 赤坂中ノ町         | 1872   | 1966               | 赤坂6               | |
| 赤坂一ツ木町       | 江戸期 | 1966               | 赤坂4・5            | |
| 赤坂丹後町         | 1872   | 1966               | 赤坂4               | |
| 赤坂氷川町         | 1869   | 1966               | 赤坂6               | |
| 赤坂台町           | 1872   | 1966               | 赤坂7               | |
| 赤坂新坂町         | 1872   | 1966               | 赤坂8、南青山1      | |
| 赤坂檜町           | 1869   | 1966               | 赤坂8・9、南青山1   | |
| 赤坂福吉町         | 1872   | 1966               | 赤坂2・6            | |
| 溜池榎坂町         | 1872   | 1911改称、1967     | 赤坂1、六本木1      | 1911「溜池」の冠称取る。1947より「赤坂」を冠称。                                                                         |
| 溜池葵町           | 1872   | 1911改称、1977     | 虎ノ門2             | 1911「溜池」の冠称取る。1947より「赤坂」を冠称。                                                                         |
| 溜池霊南坂町       | 1872   | 1911改称、1967廃止 | 赤坂1、六本木1      | 1911「溜池」の冠称取る。1947より「赤坂」を冠称。                                                                         |
| 青山南町一丁目     | 1872   | 1967               | 南青山1・2、六本木7 | 1947より「赤坂」を冠称。                                                                                                 |
| 青山南町二丁目     | 1872   | 1966               | 南青山2             | 同上 |
| 青山南町三丁目     | 1872   | 1966               | 南青山2             | 同上 |
| 青山南町四丁目     | 1872   | 1966               | 南青山2・3          | 同上 |
| 青山南町五丁目     | 1872   | 1966               | 南青山3・4          | 同上。1891、原宿村飛地を編入。                                                                                           |
| 青山南町六丁目     | 1872   | 1966               | 南青山3〜6、西麻布2 | 同上 |
| 青山北町一丁目     | 1872   | 1966               | 北青山1             | 同上 |
| 青山北町二丁目     | 1872   | 1966               | 北青山1・2          | 同上 |
| 青山北町三丁目     | 1872   | 1966               | 北青山2             | 同上 |
| 青山北町四丁目     | 1872   | 1966               | 北青山2             | 同上 |
| 青山北町五丁目     | 1872   | 1966               | 北青山3             | 同上 |
| 青山北町六丁目     | 1872   | 1966               | 北青山3             | 同上 |
| 青山三筋町一丁目   | 1872   | 1966               | 北青山1             | 同上 |
| 青山三筋町二丁目   | 1872   | 1966               | 北青山1             | 同上 |
| 青山六軒町         | 1872   | 1966               | 元赤坂2、北青山1    | 同上 |
| 青山権田原町       | 1872   | 1966               | 元赤坂2             | 同上 |
| 青山高樹町         | 1872   | 1966               | 南青山6・7、西麻布2 | 同上 |

## 現行行政地名
以下は港区の現行町名（2012年1月現在）である。住居表示実施済み地区については、当該住居表示実施直前の旧町名を記載した。旧町名の後に「（全）」と注記したもの以外は当該旧町域の一部である。港区では麻布永坂町、麻布狸穴町の2町が住居表示未実施となっている。
港区と中央区との境界には一部未定部分がある。当該境界未定部分の高速道路下の商店等の住所は便宜上「中央区銀座八丁目地先」と表示されている。（参照：
株式会社銀座ナイン公式サイト）
| 町名         | 町名の読み     | 町区域新設年月日                  | 住居表示実施年月日 | 住居表示実施前の町名等 | 備考 |
| ------------ | -------------- | --------------------------------- | --- | ---------------------- | ---- |
| 新橋一丁目   | しんばし       | 1965.7.1                          | 芝新橋1（全）、芝新橋2〜7、芝田村町1〜6 |                        |      |
| 新橋二丁目   | しんばし       | 1965.7.1                          | 芝新橋1（全）、芝新橋2〜7、芝田村町1〜6 |                        |      |
| 新橋三丁目   | しんばし       | 1965.7.1                          | 芝新橋1（全）、芝新橋2〜7、芝田村町1〜6 |                        |      |
| 新橋四丁目   | しんばし       | 1965.7.1                          | 芝新橋1（全）、芝新橋2〜7、芝田村町1〜6 |                        |      |
| 新橋五丁目   | しんばし       | 1965.7.1                          | 芝新橋1（全）、芝新橋2〜7、芝田村町1〜6 |                        |      |
| 新橋六丁目   | しんばし       | 1965.7.1                          | 芝新橋1（全）、芝新橋2〜7、芝田村町1〜6 |                        |      |
| 東新橋一丁目 | ひがししんばし | 1965.7.1                          | 芝汐留（全）、芝新橋2〜7 |                        |      |
| 東新橋二丁目 | ひがししんばし | 1965.7.1                          | 芝汐留（全）、芝新橋2〜7 |                        |      |
| 西新橋一丁目 | にししんばし   | 1965.7.1                          | 芝南佐久間町1・2、芝田村町、芝愛宕町2（以上全）、芝田村町1〜6、芝公園 |                        |      |
| 西新橋二丁目 | にししんばし   | 1965.7.1                          | 芝南佐久間町1・2、芝田村町、芝愛宕町2（以上全）、芝田村町1〜6、芝公園 |                        |      |
| 西新橋三丁目 | にししんばし   | 1965.7.1                          | 芝南佐久間町1・2、芝田村町、芝愛宕町2（以上全）、芝田村町1〜6、芝公園 |                        |      |
| 虎ノ門一丁目 | とらのもん     | 1977.9.1                          | 芝虎ノ門、芝琴平町、芝西久保桜川町、芝西久保明舟町、赤坂葵町、芝西久保巴町、芝神谷町、芝西久保城山町、芝葺手町（以上全）、麻布市兵衛町1、芝西久保広町、芝西久保八幡町                                                                                                 |                        |      |
| 虎ノ門二丁目 | とらのもん     | 1977.9.1                          | 芝虎ノ門、芝琴平町、芝西久保桜川町、芝西久保明舟町、赤坂葵町、芝西久保巴町、芝神谷町、芝西久保城山町、芝葺手町（以上全）、麻布市兵衛町1、芝西久保広町、芝西久保八幡町                                                                                                 |                        |      |
| 虎ノ門三丁目 | とらのもん     | 1977.9.1                          | 芝虎ノ門、芝琴平町、芝西久保桜川町、芝西久保明舟町、赤坂葵町、芝西久保巴町、芝神谷町、芝西久保城山町、芝葺手町（以上全）、麻布市兵衛町1、芝西久保広町、芝西久保八幡町                                                                                                 |                        |      |
| 虎ノ門四丁目 | とらのもん     | 1977.9.1                          | 芝虎ノ門、芝琴平町、芝西久保桜川町、芝西久保明舟町、赤坂葵町、芝西久保巴町、芝神谷町、芝西久保城山町、芝葺手町（以上全）、麻布市兵衛町1、芝西久保広町、芝西久保八幡町                                                                                                 |                        |      |
| 虎ノ門五丁目 | とらのもん     | 1977.9.1                          | 芝虎ノ門、芝琴平町、芝西久保桜川町、芝西久保明舟町、赤坂葵町、芝西久保巴町、芝神谷町、芝西久保城山町、芝葺手町（以上全）、麻布市兵衛町1、芝西久保広町、芝西久保八幡町                                                                                                 |                        |      |
| 愛宕一丁目   | あたご         | 1978.1.1                          | 芝愛宕町1、芝西久保広町 |                        |      |
| 愛宕二丁目   | あたご         | 1978.1.1                          | 芝愛宕町1、芝西久保広町 |                        |      |
| 芝公園一丁目 | しばこうえん   | 1972.1.1 1977.9.1（三丁目の一部） | 芝栄町（全）、麻布飯倉町5、芝公園、芝片門前町1・2 |                        |      |
| 芝公園二丁目 | しばこうえん   | 1972.1.1 1977.9.1（三丁目の一部） | 芝栄町（全）、麻布飯倉町5、芝公園、芝片門前町1・2 |                        |      |
| 芝公園三丁目 | しばこうえん   | 1972.1.1 1977.9.1（三丁目の一部） | 芝栄町（全）、麻布飯倉町5、芝公園、芝片門前町1・2 |                        |      |
| 芝公園四丁目 | しばこうえん   | 1972.1.1 1977.9.1（三丁目の一部） | 芝栄町（全）、麻布飯倉町5、芝公園、芝片門前町1・2 |                        |      |
| 浜松町一丁目 | はままつちょう | 1972.1.1                          | 芝浜松町1〜4 |                        |      |
| 浜松町二丁目 | はままつちょう | 1972.1.1                          | 芝浜松町1〜4 |                        |      |
| 芝大門一丁目 | しばだいもん   | 1972.1.1                          | 芝愛宕下町4、芝宇田川横町、芝三島町、芝宮本町、芝七軒町、芝中門前町1〜3、芝土手跡町（以上全）、芝公園、芝浜松町1〜4、芝片門前町1・2 |                        |      |
| 芝大門二丁目 | しばだいもん   | 1972.1.1                          | 芝愛宕下町4、芝宇田川横町、芝三島町、芝宮本町、芝七軒町、芝中門前町1〜3、芝土手跡町（以上全）、芝公園、芝浜松町1〜4、芝片門前町1・2 |                        |      |
| 芝一丁目     | しば           | 1964.7.1                          | 芝金杉川口町、芝金杉浜町、芝金杉1〜4、芝西応寺町、芝金杉河岸、芝新堀町、芝新堀河岸、芝三田四国町、芝松本町、本芝1〜4、本芝材木町、本芝下町、本芝入横町、芝三田同朋町、芝横新町、芝田町1〜3（以上全）、芝田町4・5、芝通新町                                            |                        |      |
| 芝二丁目     | しば           | 1964.7.1                          | 芝金杉川口町、芝金杉浜町、芝金杉1〜4、芝西応寺町、芝金杉河岸、芝新堀町、芝新堀河岸、芝三田四国町、芝松本町、本芝1〜4、本芝材木町、本芝下町、本芝入横町、芝三田同朋町、芝横新町、芝田町1〜3（以上全）、芝田町4・5、芝通新町                                            |                        |      |
| 芝三丁目     | しば           | 1964.7.1                          | 芝金杉川口町、芝金杉浜町、芝金杉1〜4、芝西応寺町、芝金杉河岸、芝新堀町、芝新堀河岸、芝三田四国町、芝松本町、本芝1〜4、本芝材木町、本芝下町、本芝入横町、芝三田同朋町、芝横新町、芝田町1〜3（以上全）、芝田町4・5、芝通新町                                            |                        |      |
| 芝四丁目     | しば           | 1964.7.1                          | 芝金杉川口町、芝金杉浜町、芝金杉1〜4、芝西応寺町、芝金杉河岸、芝新堀町、芝新堀河岸、芝三田四国町、芝松本町、本芝1〜4、本芝材木町、本芝下町、本芝入横町、芝三田同朋町、芝横新町、芝田町1〜3（以上全）、芝田町4・5、芝通新町                                            |                        |      |
| 芝五丁目     | しば           | 1964.7.1                          | 芝金杉川口町、芝金杉浜町、芝金杉1〜4、芝西応寺町、芝金杉河岸、芝新堀町、芝新堀河岸、芝三田四国町、芝松本町、本芝1〜4、本芝材木町、本芝下町、本芝入横町、芝三田同朋町、芝横新町、芝田町1〜3（以上全）、芝田町4・5、芝通新町                                            |                        |      |
| 三田一丁目   | みた           | 1967.7.1                          | 芝新門前町、芝新門前河岸、芝赤羽町、芝三田小山町、芝三田1〜4、芝三田綱町、芝三田北寺町、芝三田南寺町、芝田町6〜9、芝三田功運町、芝三田台町1・2、芝三田豊岡町（以上全）、芝田町4・5、芝伊皿子町、芝通新町、芝三田台町3、芝三田松坂町、麻布北新門前町、麻布新広尾町1・2 |                        |      |
| 三田二丁目   | みた           | 1967.7.1                          | 芝新門前町、芝新門前河岸、芝赤羽町、芝三田小山町、芝三田1〜4、芝三田綱町、芝三田北寺町、芝三田南寺町、芝田町6〜9、芝三田功運町、芝三田台町1・2、芝三田豊岡町（以上全）、芝田町4・5、芝伊皿子町、芝通新町、芝三田台町3、芝三田松坂町、麻布北新門前町、麻布新広尾町1・2 |                        |      |
| 三田三丁目   | みた           | 1967.7.1                          | 芝新門前町、芝新門前河岸、芝赤羽町、芝三田小山町、芝三田1〜4、芝三田綱町、芝三田北寺町、芝三田南寺町、芝田町6〜9、芝三田功運町、芝三田台町1・2、芝三田豊岡町（以上全）、芝田町4・5、芝伊皿子町、芝通新町、芝三田台町3、芝三田松坂町、麻布北新門前町、麻布新広尾町1・2 |                        |      |
| 海岸一丁目   | かいがん       | 1965.3.1                          | 芝海岸通1〜4（全） |                        |      |

| 町名           | 町名の読み           | 町区域新設年月日                            | 住居表示実施年月日 | 住居表示実施前の町名等 | 備考 |
| -------------- | -------------------- | ------------------------------------------- | --- | --- | ---- |
| 東麻布一丁目   | ひがしあざぶ         | 1981.4.1                                    | 東麻布1〜3（全）、麻布飯倉町4、麻布森元町1 | 町名成立は1962年、直前は麻布森元町2・3（全）、麻布飯倉町4（全）、麻布北新門前町、麻布飯倉町5、麻布森元町1、麻布新網町1、麻布狸穴町、麻布永坂町                                                  |      |
| 東麻布二丁目   | ひがしあざぶ         | 1981.4.1                                    | 東麻布1〜3（全）、麻布飯倉町4、麻布森元町1 | 町名成立は1962年、直前は麻布森元町2・3（全）、麻布飯倉町4（全）、麻布北新門前町、麻布飯倉町5、麻布森元町1、麻布新網町1、麻布狸穴町、麻布永坂町                                                  |      |
| 東麻布三丁目   | ひがしあざぶ         | 1981.4.1                                    | 東麻布1〜3（全）、麻布飯倉町4、麻布森元町1 | 町名成立は1962年、直前は麻布森元町2・3（全）、麻布飯倉町4（全）、麻布北新門前町、麻布飯倉町5、麻布森元町1、麻布新網町1、麻布狸穴町、麻布永坂町                                                  |      |
| 麻布台一丁目   | あざぶだい           | 1974.1.1 （一・二丁目） 1976.10.1（三丁目） | 麻布我善坊町、麻布飯倉町1・3〜6（全）、麻布飯倉片町、芝西久保八幡町、麻布狸穴町 | |      |
| 麻布台二丁目   | あざぶだい           | 1974.1.1 （一・二丁目） 1976.10.1（三丁目） | 麻布我善坊町、麻布飯倉町1・3〜6（全）、麻布飯倉片町、芝西久保八幡町、麻布狸穴町 | |      |
| 麻布台三丁目   | あざぶだい           | 1974.1.1 （一・二丁目） 1976.10.1（三丁目） | 麻布我善坊町、麻布飯倉町1・3〜6（全）、麻布飯倉片町、芝西久保八幡町、麻布狸穴町 | |      |
| 麻布十番一丁目 | あざぶじゅうばん     | 1978.9.1                                    | 麻布十番1〜3、麻布宮下町 | 麻布十番一〜三丁目の成立は1962年、直前は麻布新網町2、麻布網代町、麻布坂下町（以上全）、麻布新網町1、麻布永坂町、麻布南日ヶ窪町、麻布宮下町、麻布宮村町、麻布一本松町、麻布山元町、麻布新広尾町1 |      |
| 麻布十番二丁目 | あざぶじゅうばん     | 1978.9.1                                    | 麻布十番1〜3、麻布宮下町 | 麻布十番一〜三丁目の成立は1962年、直前は麻布新網町2、麻布網代町、麻布坂下町（以上全）、麻布新網町1、麻布永坂町、麻布南日ヶ窪町、麻布宮下町、麻布宮村町、麻布一本松町、麻布山元町、麻布新広尾町1 |      |
| 麻布十番三丁目 | あざぶじゅうばん     | 1978.9.1                                    | 麻布十番1〜3、麻布宮下町 | 麻布十番一〜三丁目の成立は1962年、直前は麻布新網町2、麻布網代町、麻布坂下町（以上全）、麻布新網町1、麻布永坂町、麻布南日ヶ窪町、麻布宮下町、麻布宮村町、麻布一本松町、麻布山元町、麻布新広尾町1 |      |
| 麻布十番四丁目 | あざぶじゅうばん     | 1978.9.1                                    | 麻布十番1〜3、麻布宮下町 | 麻布十番一〜三丁目の成立は1962年、直前は麻布新網町2、麻布網代町、麻布坂下町（以上全）、麻布新網町1、麻布永坂町、麻布南日ヶ窪町、麻布宮下町、麻布宮村町、麻布一本松町、麻布山元町、麻布新広尾町1 |      |
| 麻布永坂町     | あざぶながさかちょう | 未実施                                      | | 旧町域の一部は東麻布3、麻布十番1、六本木5に編入 |      |
| 麻布狸穴町     | あざぶまみあなちょう | 未実施                                      | | 旧町域の一部は東麻布2、麻布台2に編入 |      |
| 西麻布一丁目   | にしあざぶ           | 1967.1.1                                    | 麻布笄町、麻布霞町、麻布材木町、赤坂青山南町5・6、赤坂青山高樹町、麻布桜田町、麻布三軒家町 | |      |
| 西麻布二丁目   | にしあざぶ           | 1967.1.1                                    | 麻布笄町、麻布霞町、麻布材木町、赤坂青山南町5・6、赤坂青山高樹町、麻布桜田町、麻布三軒家町 | |      |
| 西麻布三丁目   | にしあざぶ           | 1967.1.1                                    | 麻布笄町、麻布霞町、麻布材木町、赤坂青山南町5・6、赤坂青山高樹町、麻布桜田町、麻布三軒家町 | |      |
| 西麻布四丁目   | にしあざぶ           | 1967.1.1                                    | 麻布笄町、麻布霞町、麻布材木町、赤坂青山南町5・6、赤坂青山高樹町、麻布桜田町、麻布三軒家町 | |      |
| 南麻布一丁目   | みなみあざぶ         | 1966.4.1                                    | 麻布東町、麻布竹谷町、麻布新堀町、麻布富士見町、麻布広尾町、麻布盛岡町（以上全）、麻布本村町、麻布新広尾町1〜3 | |      |
| 南麻布二丁目   | みなみあざぶ         | 1966.4.1                                    | 麻布東町、麻布竹谷町、麻布新堀町、麻布富士見町、麻布広尾町、麻布盛岡町（以上全）、麻布本村町、麻布新広尾町1〜3 | |      |
| 南麻布三丁目   | みなみあざぶ         | 1966.4.1                                    | 麻布東町、麻布竹谷町、麻布新堀町、麻布富士見町、麻布広尾町、麻布盛岡町（以上全）、麻布本村町、麻布新広尾町1〜3 | |      |
| 南麻布四丁目   | みなみあざぶ         | 1966.4.1                                    | 麻布東町、麻布竹谷町、麻布新堀町、麻布富士見町、麻布広尾町、麻布盛岡町（以上全）、麻布本村町、麻布新広尾町1〜3 | |      |
| 南麻布五丁目   | みなみあざぶ         | 1966.4.1                                    | 麻布東町、麻布竹谷町、麻布新堀町、麻布富士見町、麻布広尾町、麻布盛岡町（以上全）、麻布本村町、麻布新広尾町1〜3 | |      |
| 元麻布一丁目   | もとあざぶ           | 1966.7.1                                    | 麻布西町（全）、麻布山元町、麻布三軒家町、麻布一本松町、麻布本村町、麻布宮村町 | |      |
| 元麻布二丁目   | もとあざぶ           | 1966.7.1                                    | 麻布西町（全）、麻布山元町、麻布三軒家町、麻布一本松町、麻布本村町、麻布宮村町 | |      |
| 元麻布三丁目   | もとあざぶ           | 1966.7.1                                    | 麻布西町（全）、麻布山元町、麻布三軒家町、麻布一本松町、麻布本村町、麻布宮村町 | |      |
| 六本木一丁目   | ろっぽんぎ           | 1967.7.1                                    | 麻布市兵衛町2、麻布箪笥町、麻布今井町、麻布仲ノ町、麻布三河台町、麻布北日ヶ窪町、麻布鳥居坂町、麻布東鳥居坂町、麻布六本木町、麻布龍土町（以上全）、麻布谷町、麻布材木町、麻布桜田町、麻布霞町、麻布宮村町、麻布新龍土町、麻布市兵衛町1、麻布南日ヶ窪町、麻布飯倉片町、麻布永坂町、赤坂榎坂町、赤坂霊南坂町、赤坂青山南町1 | |      |
| 六本木二丁目   | ろっぽんぎ           | 1967.7.1                                    | 麻布市兵衛町2、麻布箪笥町、麻布今井町、麻布仲ノ町、麻布三河台町、麻布北日ヶ窪町、麻布鳥居坂町、麻布東鳥居坂町、麻布六本木町、麻布龍土町（以上全）、麻布谷町、麻布材木町、麻布桜田町、麻布霞町、麻布宮村町、麻布新龍土町、麻布市兵衛町1、麻布南日ヶ窪町、麻布飯倉片町、麻布永坂町、赤坂榎坂町、赤坂霊南坂町、赤坂青山南町1 | |      |
| 六本木三丁目   | ろっぽんぎ           | 1967.7.1                                    | 麻布市兵衛町2、麻布箪笥町、麻布今井町、麻布仲ノ町、麻布三河台町、麻布北日ヶ窪町、麻布鳥居坂町、麻布東鳥居坂町、麻布六本木町、麻布龍土町（以上全）、麻布谷町、麻布材木町、麻布桜田町、麻布霞町、麻布宮村町、麻布新龍土町、麻布市兵衛町1、麻布南日ヶ窪町、麻布飯倉片町、麻布永坂町、赤坂榎坂町、赤坂霊南坂町、赤坂青山南町1 | |      |
| 六本木四丁目   | ろっぽんぎ           | 1967.7.1                                    | 麻布市兵衛町2、麻布箪笥町、麻布今井町、麻布仲ノ町、麻布三河台町、麻布北日ヶ窪町、麻布鳥居坂町、麻布東鳥居坂町、麻布六本木町、麻布龍土町（以上全）、麻布谷町、麻布材木町、麻布桜田町、麻布霞町、麻布宮村町、麻布新龍土町、麻布市兵衛町1、麻布南日ヶ窪町、麻布飯倉片町、麻布永坂町、赤坂榎坂町、赤坂霊南坂町、赤坂青山南町1 | |      |
| 六本木五丁目   | ろっぽんぎ           | 1967.7.1                                    | 麻布市兵衛町2、麻布箪笥町、麻布今井町、麻布仲ノ町、麻布三河台町、麻布北日ヶ窪町、麻布鳥居坂町、麻布東鳥居坂町、麻布六本木町、麻布龍土町（以上全）、麻布谷町、麻布材木町、麻布桜田町、麻布霞町、麻布宮村町、麻布新龍土町、麻布市兵衛町1、麻布南日ヶ窪町、麻布飯倉片町、麻布永坂町、赤坂榎坂町、赤坂霊南坂町、赤坂青山南町1 | |      |
| 六本木六丁目   | ろっぽんぎ           | 1967.7.1                                    | 麻布市兵衛町2、麻布箪笥町、麻布今井町、麻布仲ノ町、麻布三河台町、麻布北日ヶ窪町、麻布鳥居坂町、麻布東鳥居坂町、麻布六本木町、麻布龍土町（以上全）、麻布谷町、麻布材木町、麻布桜田町、麻布霞町、麻布宮村町、麻布新龍土町、麻布市兵衛町1、麻布南日ヶ窪町、麻布飯倉片町、麻布永坂町、赤坂榎坂町、赤坂霊南坂町、赤坂青山南町1 | |      |
| 六本木七丁目   | ろっぽんぎ           | 1967.7.1                                    | 麻布市兵衛町2、麻布箪笥町、麻布今井町、麻布仲ノ町、麻布三河台町、麻布北日ヶ窪町、麻布鳥居坂町、麻布東鳥居坂町、麻布六本木町、麻布龍土町（以上全）、麻布谷町、麻布材木町、麻布桜田町、麻布霞町、麻布宮村町、麻布新龍土町、麻布市兵衛町1、麻布南日ヶ窪町、麻布飯倉片町、麻布永坂町、赤坂榎坂町、赤坂霊南坂町、赤坂青山南町1 | |      |

| 町名         | 町名の読み     | 町区域新設年月日 | 住居表示実施年月日 | 住居表示実施前の町名等 | 備考 |
| ------------ | -------------- | ---------------- | --- | ---------------------- | ---- |
| 赤坂一丁目   | あかさか       | 1966.7.1         | 赤坂溜池町、赤坂田町1〜7、赤坂新町1〜5、赤坂福吉町、赤坂一ツ木町、赤坂丹後町、赤坂氷川町、赤坂中ノ町、赤坂台町、赤坂表町3・4（以上全）、赤坂新坂町、赤坂檜町、赤坂榎坂町、赤坂霊南坂町、赤坂表町2、麻布谷町 |                        |      |
| 赤坂二丁目   | あかさか       | 1966.7.1         | 赤坂溜池町、赤坂田町1〜7、赤坂新町1〜5、赤坂福吉町、赤坂一ツ木町、赤坂丹後町、赤坂氷川町、赤坂中ノ町、赤坂台町、赤坂表町3・4（以上全）、赤坂新坂町、赤坂檜町、赤坂榎坂町、赤坂霊南坂町、赤坂表町2、麻布谷町 |                        |      |
| 赤坂三丁目   | あかさか       | 1966.7.1         | 赤坂溜池町、赤坂田町1〜7、赤坂新町1〜5、赤坂福吉町、赤坂一ツ木町、赤坂丹後町、赤坂氷川町、赤坂中ノ町、赤坂台町、赤坂表町3・4（以上全）、赤坂新坂町、赤坂檜町、赤坂榎坂町、赤坂霊南坂町、赤坂表町2、麻布谷町 |                        |      |
| 赤坂四丁目   | あかさか       | 1966.7.1         | 赤坂溜池町、赤坂田町1〜7、赤坂新町1〜5、赤坂福吉町、赤坂一ツ木町、赤坂丹後町、赤坂氷川町、赤坂中ノ町、赤坂台町、赤坂表町3・4（以上全）、赤坂新坂町、赤坂檜町、赤坂榎坂町、赤坂霊南坂町、赤坂表町2、麻布谷町 |                        |      |
| 赤坂五丁目   | あかさか       | 1966.7.1         | 赤坂溜池町、赤坂田町1〜7、赤坂新町1〜5、赤坂福吉町、赤坂一ツ木町、赤坂丹後町、赤坂氷川町、赤坂中ノ町、赤坂台町、赤坂表町3・4（以上全）、赤坂新坂町、赤坂檜町、赤坂榎坂町、赤坂霊南坂町、赤坂表町2、麻布谷町 |                        |      |
| 赤坂六丁目   | あかさか       | 1966.7.1         | 赤坂溜池町、赤坂田町1〜7、赤坂新町1〜5、赤坂福吉町、赤坂一ツ木町、赤坂丹後町、赤坂氷川町、赤坂中ノ町、赤坂台町、赤坂表町3・4（以上全）、赤坂新坂町、赤坂檜町、赤坂榎坂町、赤坂霊南坂町、赤坂表町2、麻布谷町 |                        |      |
| 赤坂七丁目   | あかさか       | 1966.7.1         | 赤坂溜池町、赤坂田町1〜7、赤坂新町1〜5、赤坂福吉町、赤坂一ツ木町、赤坂丹後町、赤坂氷川町、赤坂中ノ町、赤坂台町、赤坂表町3・4（以上全）、赤坂新坂町、赤坂檜町、赤坂榎坂町、赤坂霊南坂町、赤坂表町2、麻布谷町 |                        |      |
| 赤坂八丁目   | あかさか       | 1966.7.1         | 赤坂溜池町、赤坂田町1〜7、赤坂新町1〜5、赤坂福吉町、赤坂一ツ木町、赤坂丹後町、赤坂氷川町、赤坂中ノ町、赤坂台町、赤坂表町3・4（以上全）、赤坂新坂町、赤坂檜町、赤坂榎坂町、赤坂霊南坂町、赤坂表町2、麻布谷町 |                        |      |
| 赤坂九丁目   | あかさか       | 1966.7.1         | 赤坂溜池町、赤坂田町1〜7、赤坂新町1〜5、赤坂福吉町、赤坂一ツ木町、赤坂丹後町、赤坂氷川町、赤坂中ノ町、赤坂台町、赤坂表町3・4（以上全）、赤坂新坂町、赤坂檜町、赤坂榎坂町、赤坂霊南坂町、赤坂表町2、麻布谷町 |                        |      |
| 元赤坂一丁目 | もとあかさか   | 1966.7.1         | 赤坂表町1、赤坂伝馬町1〜3、元赤坂町、赤坂青山権田原町（以上全）、赤坂表町2、赤坂青山六軒町 |                        |      |
| 元赤坂二丁目 | もとあかさか   | 1966.7.1         | 赤坂表町1、赤坂伝馬町1〜3、元赤坂町、赤坂青山権田原町（以上全）、赤坂表町2、赤坂青山六軒町 |                        |      |
| 北青山一丁目 | きたあおやま   | 1966.10.1        | 赤坂青山北町1〜6（全）、赤坂青山三筋町1・2（全）、赤坂青山六軒町、渋谷区原宿1 |                        |      |
| 北青山二丁目 | きたあおやま   | 1966.10.1        | 赤坂青山北町1〜6（全）、赤坂青山三筋町1・2（全）、赤坂青山六軒町、渋谷区原宿1 |                        |      |
| 北青山三丁目 | きたあおやま   | 1966.10.1        | 赤坂青山北町1〜6（全）、赤坂青山三筋町1・2（全）、赤坂青山六軒町、渋谷区原宿1 |                        |      |
| 南青山一丁目 | みなみあおやま | 1966.10.1        | 赤坂青山南町2〜4（全）、赤坂青山南町1・5・6、赤坂新坂町、赤坂檜町、赤坂青山高樹町、麻布新龍土町、麻布笄町                                                                                                   |                        |      |
| 南青山二丁目 | みなみあおやま | 1966.10.1        | 赤坂青山南町2〜4（全）、赤坂青山南町1・5・6、赤坂新坂町、赤坂檜町、赤坂青山高樹町、麻布新龍土町、麻布笄町                                                                                                   |                        |      |
| 南青山三丁目 | みなみあおやま | 1966.10.1        | 赤坂青山南町2〜4（全）、赤坂青山南町1・5・6、赤坂新坂町、赤坂檜町、赤坂青山高樹町、麻布新龍土町、麻布笄町                                                                                                   |                        |      |
| 南青山四丁目 | みなみあおやま | 1966.10.1        | 赤坂青山南町2〜4（全）、赤坂青山南町1・5・6、赤坂新坂町、赤坂檜町、赤坂青山高樹町、麻布新龍土町、麻布笄町                                                                                                   |                        |      |
| 南青山五丁目 | みなみあおやま | 1966.10.1        | 赤坂青山南町2〜4（全）、赤坂青山南町1・5・6、赤坂新坂町、赤坂檜町、赤坂青山高樹町、麻布新龍土町、麻布笄町                                                                                                   |                        |      |
| 南青山六丁目 | みなみあおやま | 1966.10.1        | 赤坂青山南町2〜4（全）、赤坂青山南町1・5・6、赤坂新坂町、赤坂檜町、赤坂青山高樹町、麻布新龍土町、麻布笄町                                                                                                   |                        |      |
| 南青山七丁目 | みなみあおやま | 1966.10.1        | 赤坂青山南町2〜4（全）、赤坂青山南町1・5・6、赤坂新坂町、赤坂檜町、赤坂青山高樹町、麻布新龍土町、麻布笄町                                                                                                   |                        |      |

| 町名         | 町名の読み   | 町区域新設年月日 | 住居表示実施年月日 | 住居表示実施前の町名等 | 備考 |
| ------------ | ------------ | ---------------- | --- | ---------------------- | ---- |
| 白金一丁目   | しろかね     | 1969.1.1         | 麻布田島町（全）、芝三田老増町（全）、麻布新広尾町2・3、芝白金志田町、芝白金台町1、芝白金三光町 |                        |      |
| 白金二丁目   | しろかね     | 1969.1.1         | 麻布田島町（全）、芝三田老増町（全）、麻布新広尾町2・3、芝白金志田町、芝白金台町1、芝白金三光町 |                        |      |
| 白金三丁目   | しろかね     | 1969.1.1         | 麻布田島町（全）、芝三田老増町（全）、麻布新広尾町2・3、芝白金志田町、芝白金台町1、芝白金三光町 |                        |      |
| 白金四丁目   | しろかね     | 1969.1.1         | 麻布田島町（全）、芝三田老増町（全）、麻布新広尾町2・3、芝白金志田町、芝白金台町1、芝白金三光町 |                        |      |
| 白金五丁目   | しろかね     | 1969.1.1         | 麻布田島町（全）、芝三田老増町（全）、麻布新広尾町2・3、芝白金志田町、芝白金台町1、芝白金三光町 |                        |      |
| 白金六丁目   | しろかね     | 1969.1.1         | 麻布田島町（全）、芝三田老増町（全）、麻布新広尾町2・3、芝白金志田町、芝白金台町1、芝白金三光町 |                        |      |
| 白金台一丁目 | しろかねだい | 1969.1.1         | 芝白金今里町（全）、芝白金台町2（全）、芝白金台町1、芝二本榎西町、芝白金猿町、芝白金三光町 |                        |      |
| 白金台二丁目 | しろかねだい | 1969.1.1         | 芝白金今里町（全）、芝白金台町2（全）、芝白金台町1、芝二本榎西町、芝白金猿町、芝白金三光町 |                        |      |
| 白金台三丁目 | しろかねだい | 1969.1.1         | 芝白金今里町（全）、芝白金台町2（全）、芝白金台町1、芝二本榎西町、芝白金猿町、芝白金三光町 |                        |      |
| 白金台四丁目 | しろかねだい | 1969.1.1         | 芝白金今里町（全）、芝白金台町2（全）、芝白金台町1、芝二本榎西町、芝白金猿町、芝白金三光町 |                        |      |
| 白金台五丁目 | しろかねだい | 1969.1.1         | 芝白金今里町（全）、芝白金台町2（全）、芝白金台町1、芝二本榎西町、芝白金猿町、芝白金三光町 |                        |      |
| 高輪一丁目   | たかなわ     | 1967.7.1         | 芝車町河岸、芝二本榎1・2、芝二本榎本町、芝高輪台町、芝高輪西台町、芝高輪北町、芝下高輪町、芝君塚町、芝白金丹波町（以上全）、芝車町、芝二本榎西町、芝高輪南町、芝伊皿子町、芝三田台町3、芝三田松坂町、芝白金志田町、芝白金三光町、芝白金猿町                           |                        |      |
| 高輪二丁目   | たかなわ     | 1967.7.1         | 芝車町河岸、芝二本榎1・2、芝二本榎本町、芝高輪台町、芝高輪西台町、芝高輪北町、芝下高輪町、芝君塚町、芝白金丹波町（以上全）、芝車町、芝二本榎西町、芝高輪南町、芝伊皿子町、芝三田台町3、芝三田松坂町、芝白金志田町、芝白金三光町、芝白金猿町                           |                        |      |
| 高輪三丁目   | たかなわ     | 1967.7.1         | 芝車町河岸、芝二本榎1・2、芝二本榎本町、芝高輪台町、芝高輪西台町、芝高輪北町、芝下高輪町、芝君塚町、芝白金丹波町（以上全）、芝車町、芝二本榎西町、芝高輪南町、芝伊皿子町、芝三田台町3、芝三田松坂町、芝白金志田町、芝白金三光町、芝白金猿町                           |                        |      |
| 高輪四丁目   | たかなわ     | 1967.7.1         | 芝車町河岸、芝二本榎1・2、芝二本榎本町、芝高輪台町、芝高輪西台町、芝高輪北町、芝下高輪町、芝君塚町、芝白金丹波町（以上全）、芝車町、芝二本榎西町、芝高輪南町、芝伊皿子町、芝三田台町3、芝三田松坂町、芝白金志田町、芝白金三光町、芝白金猿町                           |                        |      |
| 三田四丁目   | みた         | 1967.7.1         | 芝新門前町、芝新門前河岸、芝赤羽町、芝三田小山町、芝三田1〜4、芝三田綱町、芝三田北寺町、芝三田南寺町、芝田町6〜9、芝三田功運町、芝三田台町1・2、芝三田豊岡町（以上全）、芝田町4・5、芝伊皿子町、芝通新町、芝三田台町3、芝三田松坂町、麻布北新門前町、麻布新広尾町1・2 |                        |      |
| 三田五丁目   | みた         | 1967.7.1         | 芝新門前町、芝新門前河岸、芝赤羽町、芝三田小山町、芝三田1〜4、芝三田綱町、芝三田北寺町、芝三田南寺町、芝田町6〜9、芝三田功運町、芝三田台町1・2、芝三田豊岡町（以上全）、芝田町4・5、芝伊皿子町、芝通新町、芝三田台町3、芝三田松坂町、麻布北新門前町、麻布新広尾町1・2 |                        |      |

| 町名       | 町名の読み | 町区域新設年月日                          | 住居表示実施年月日                         | 住居表示実施前の町名等                                                                       | 備考 |
| ---------- | ---------- | ----------------------------------------- | ------------------------------------------ | -------------------------------------------------------------------------------------------- | ---- |
| 海岸二丁目 | かいがん   | 1965.3.1                                  | 芝海岸通1〜4（全）                         |                                                                                              |      |
| 海岸三丁目 | かいがん   | 1965.3.1                                  | 芝海岸通1〜4（全）                         |                                                                                              |      |
| 港南一丁目 | こうなん   | 1965.3.1（一〜四丁目） 1967.8.1（五丁目） | 芝高浜町、芝海岸通5・6、品海砲台（以上全） |                                                                                              |      |
| 港南二丁目 | こうなん   | 1965.3.1（一〜四丁目） 1967.8.1（五丁目） | 芝高浜町、芝海岸通5・6、品海砲台（以上全） |                                                                                              |      |
| 港南三丁目 | こうなん   | 1965.3.1（一〜四丁目） 1967.8.1（五丁目） | 芝高浜町、芝海岸通5・6、品海砲台（以上全） |                                                                                              |      |
| 港南四丁目 | こうなん   | 1965.3.1（一〜四丁目） 1967.8.1（五丁目） | 芝高浜町、芝海岸通5・6、品海砲台（以上全） |                                                                                              |      |
| 港南五丁目 | こうなん   | 1965.3.1（一〜四丁目） 1967.8.1（五丁目） | 芝高浜町、芝海岸通5・6、品海砲台（以上全） |                                                                                              |      |
| 芝浦一丁目 | しばうら   | 1964.7.1                                  | 芝浦1〜3（全）、西芝浦1〜4（全）           |                                                                                              |      |
| 芝浦二丁目 | しばうら   | 1964.7.1                                  | 芝浦1〜3（全）、西芝浦1〜4（全）           |                                                                                              |      |
| 芝浦三丁目 | しばうら   | 1964.7.1                                  | 芝浦1〜3（全）、西芝浦1〜4（全）           |                                                                                              |      |
| 芝浦四丁目 | しばうら   | 1964.7.1                                  | 芝浦1〜3（全）、西芝浦1〜4（全）           |                                                                                              |      |
| 台場一丁目 | だいば     | 1995.7.1                                  | 台場、港南5                                | 前身町名の「台場」の成立は1983年1月1日。1996年、港南五丁目13・14番の区域を台場一丁目に編入。 |      |
| 台場二丁目 | だいば     | 1995.7.1                                  | 台場、港南5                                | 前身町名の「台場」の成立は1983年1月1日。1996年、港南五丁目13・14番の区域を台場一丁目に編入。 |      |